# カール・ゲンツケン

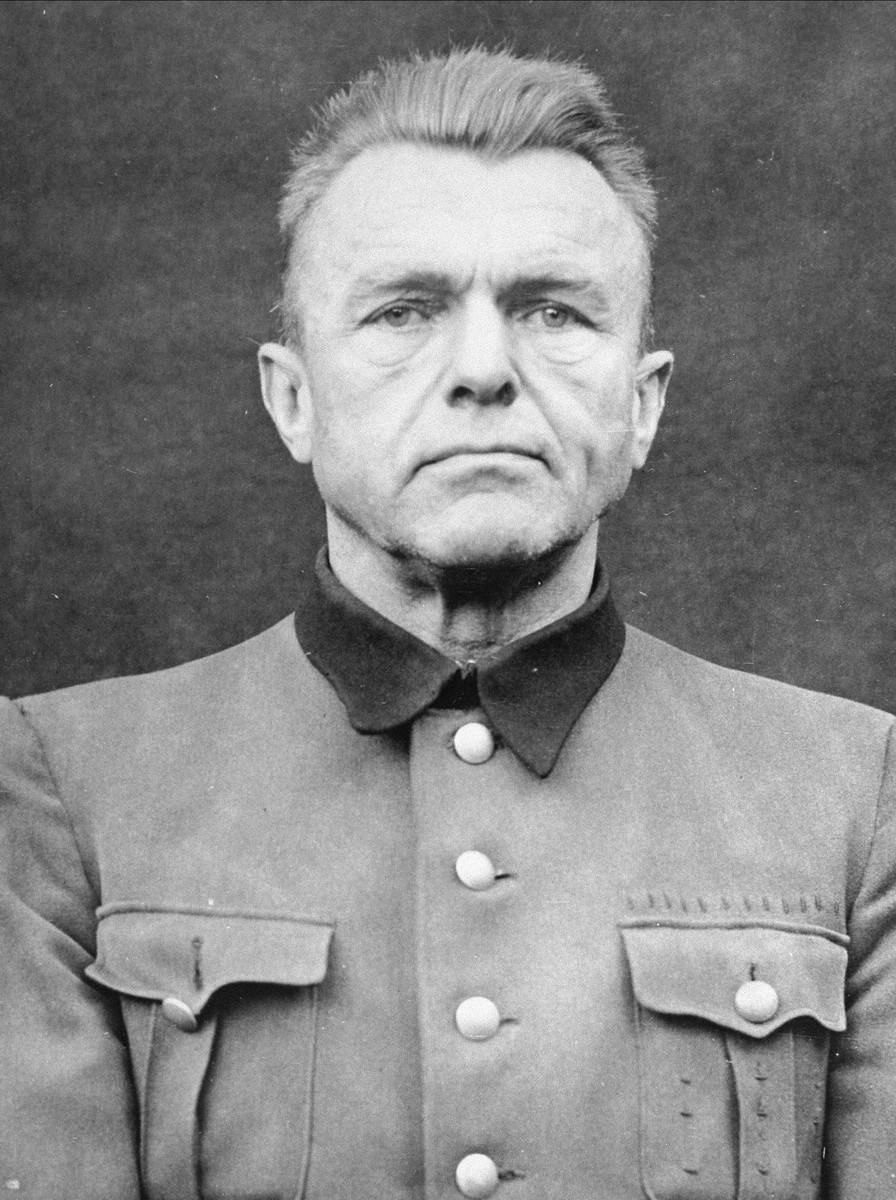
医者裁判時に撮影されたカール・ゲンツケンのマグショット

カール・エドムント・アウグスト・ゲンツケン（Karl Edmund August Genzken 1885年6月8日 - 1957年10月10日）は、ドイツの医師、親衛隊員。医学博士。武装親衛隊衛生部長官(Chef des Sanitätsamtes der Waffen-SS)などを務めた。最終階級は武装親衛隊中将。強制収容所における人体実験に関与し、戦後の医者裁判にて裁かれた。

## 経歴
1885年7月8日、ホルシュタインのプレーツ(Preetz)に生まれる。プレーツの中学校を卒業した後、キールの高校へ進み1905年にアビトゥーア試験に合格。以後テュービンゲン大学、マールブルク大学、ミュンヘン大学、キール大学で医学を学び、1915年に博士号を取得した。1912年から1919年まではドイツ帝国海軍に軍医将校として勤務。この間に潜水艦医務局(Sanitätswesen der U-Boote)の設置に関与している。ヴィルヘルムスハーフェンの造船所にて医務室付医師として勤務していたが、1919年以降は故郷プレーツに戻り1934年まで開業医として務めた。
1926年7月7日、国民社会主義ドイツ労働者党(NSDAP)に入党（党員番号39,913）し、また1933年11月5日には親衛隊に入隊（隊員番号207,954）を果たしている。1934年、彼は臨時に国軍省付予備海軍士官(Ersatz-See-Offizier)として大ベルリンの病院にて1年間勤務した。1937年2月1日、フリードリヒ・カール・デルミーツェルの後任として親衛隊髑髏部隊の指揮官となる。テオドール・アイケが親衛隊髑髏部隊長兼強制収容所総監(Inspekteur der Konzentrationslager)に就任すると、ゲンツケンは医師長(leitenden Arztes)に就任した。彼が担う任務は収容者らの治療で、各収容所付医師らは医師長たるゲンツケンに対して毎月収容者のうち傷病者らの数や病院棟の状況などを報告する義務があった。この報告に基いて各収容所への医薬品・衛生物資の供給が行われていたが、ゲンツケンはあえて要求を下回る量の供給しか行わなかったという。またゲンツケンは断種法である「遺伝病子孫予防法」(Gesetz zur Verhütung erbkranken Nachwuchses)に基いて各収容所に強制不妊手術を行うように命じている。ヴュルツブルクの精神科医ヴェルナー・ハイデはゲンツケンの要請を受けて収容者に対する不妊処置の法的正当性を説く報告書を作成し、遺伝健康裁判所に提出している。
1939年秋から1940年まで、ゲンツケンは髑髏師団の衛生部に勤務した。1940年4月から敗戦までは武装親衛隊衛生部長官を務めると共に強制収容所収容者に対する各種の人体実験の責任者であった。ブーヘンヴァルト強制収容所にて腸チフス治療実験を行っていた医師エルヴィン・ディン＝シューラーとは個人的な面識があったという。なお、1943年までに親衛隊中将(Gruppenführer)及び武装親衛隊中将(Generalleutnant der Waffen-SS)に昇進を果たしている。
戦後、医者裁判にて裁かれる。1947年8月20日、終身刑を宣告される。後に懲役20年に減刑。1954年4月17日、ランツベルク刑務所から釈放される。